# سيدي شبيب
قرية سيدي شبيب هي إحدى القرى التابعة لمركز الضبعة في محافظة مطروح في جمهورية مصر العربية. حسب إحصاءات سنة 2018، بلغ إجمالي السكان في سيدي شبيب 1,805 نسمة، منهم 942 رجل و 863 امرأة.